# Bonaparte Ghisilieri
Bonaparte Ghisilieri, né vers 1235 à Bologne et mort dans cette même ville le 1er décembre 1294, est un Italien membre du Tiers-Ordre franciscain, reconnu bienheureux par l'Église catholique.

## Biographie
Le bienheureux Bonaparte Ghisilieri, né à Bologne vers 1235, était fils de Ramberto ou Lamberto d’Ugolino Ghisilieri, sénateur, qui fut en 1233 podestat de Pérouse, et en 1261 ambassadeur de la ville de Bologne auprès du pape Urbain IV. Bonaparte embrassa la vie pénitente du Tiers-Ordre franciscain et fut le principal disciple et le successeur du bienheureux Raineri, de Pérouse, instituteur des confréries de pénitents (disciplinanti) en Italie, et qui établit à Mantoue, en 1261, la première confrérie de pénitents noirs ou confrères de la miséricorde. Après avoir parcouru diverses villes d’Italie en y prêchant la pénitence, et avoir fondé plusieurs hôpitaux, Bonaparte revint à Bologne et y mourut, le 1er décembre 1294, dans l’archi-hôpital de Santa Maria della Vita, qui était regardé comme le siège de ces confréries. Le Sénat de Bologne lui fit élever un tombeau dans la deuxième chapelle de cette église, avec cette inscription :

« Archa Bonaparti corpus (tenet) ista beati
Multos sanavit. Se sanctis esse probavit »

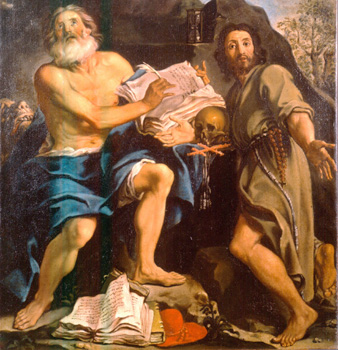
Saint Jérôme et le bienheureux Ghisilieri par Aureliano Milani.

Ludovico Jacobilli assure qu’il s’opéra plusieurs miracles à ce tombeau. On voit encore dans cette chapelle des Ghisilieri un tableau d’Aureliano Milani, peint vers 1718, représentant saint Jérôme avec Bonaparte dont la tête est environnée de l’auréole des bienheureux, .
Giacomo Ghisilieri, frère de Bonaparte, fut l’un des principaux chevaliers de l'ordre de Sainte-Marie, appelé de’ Conjugati Gaudenti, et fit partie de la députation envoyée à Naples, en 1294, au pape Célestin V, pour la réformation de cet ordre.